# Phebalium nottii
Phebalium nottii är en vinruteväxtart som först beskrevs av Ferdinand von Mueller, och fick sitt nu gällande namn av Frederick Manson Bailey. Phebalium nottii ingår i släktet Phebalium och familjen vinruteväxter. Inga underarter finns listade i Catalogue of Life.